# Dicranum gayanum
Dicranum gayanum là một loài rêu trong họ Dicranaceae. Loài này được Mont. mô tả khoa học đầu tiên năm 1845.